# 山木正博
山木正博（やまき まさひろ、1984年9月9日 - ）は宮城県生まれの投手。亜細亜大学出身。横浜高等学校で2000年、2001年と夏の甲子園を経験、2000年は3回戦敗退。家族は父と母と兄。2004年10月29日、東都大学野球の東洋大学戦で、リーグ史上10人目・11度目のノーヒットノーランを達成。亜大卒業後大阪ガスに入社したが1年で地元宮城県の日本製紙石巻へ移籍。2009年から外野手に転向した。